# Dim mak
Cet article concerne l'art martial chinois. Pour le label de musique, voir Dim Mak Records.

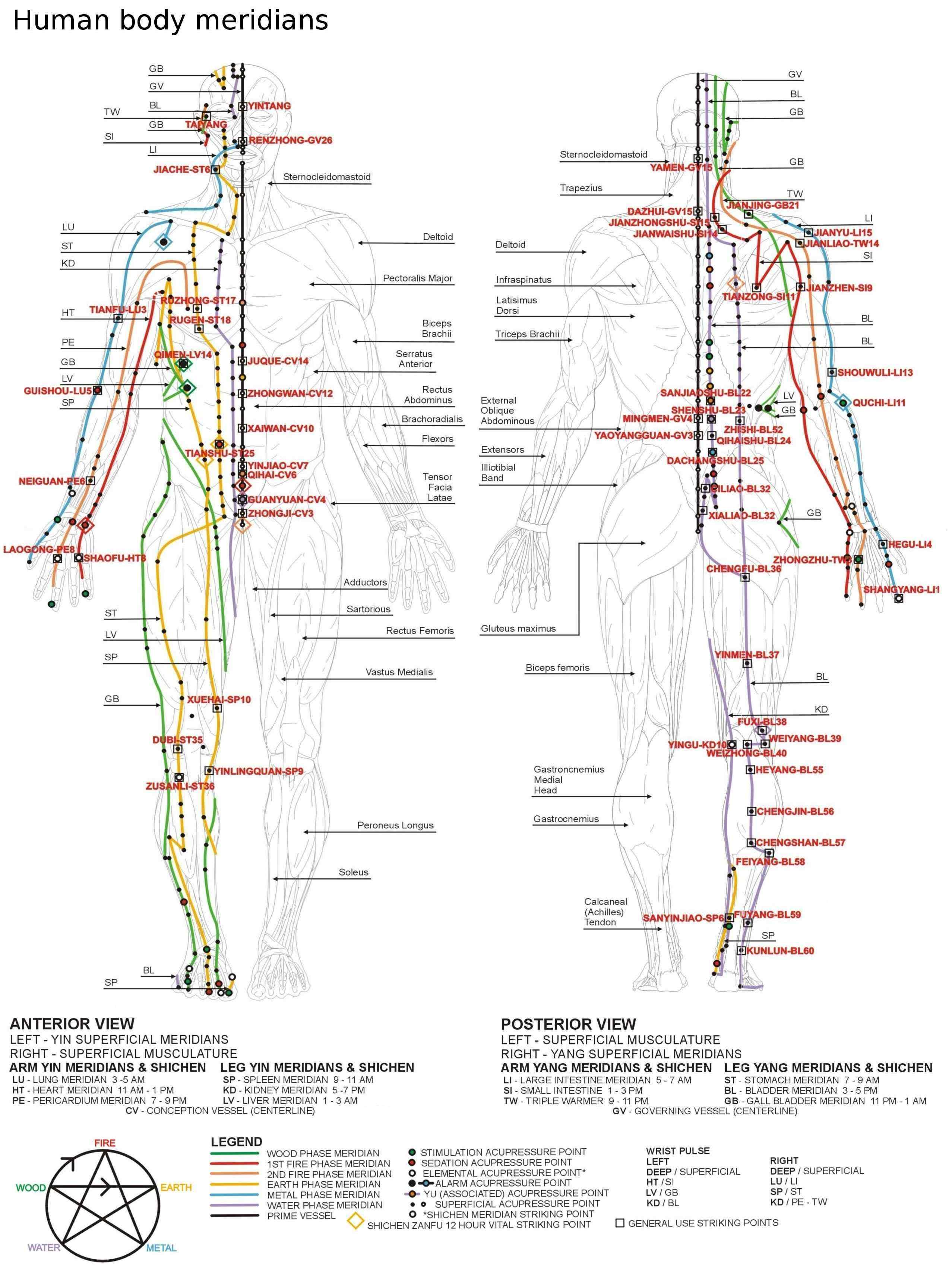
Un schéma des méridiens "chinois" ou du corps humain. Les méridiens chinois sont utilisés dans divers styles de combat orientaux, ainsi que dans les soins de santé ; par exemple. en phytothérapie traditionnelle, techniques de massage, ... Le schéma était basé sur une image du dojo de la Northern Crane Martial Arts Association. L'autorisation a été donnée pour l'utilisation de l'image sur wikimedia commons par sensei Phil Perez.

Le dim mak (chinois simplifié : 点脉 ; chinois traditionnel : 點脈 ; pinyin : diǎnmài ; cantonais Jyutping : dim2mak6 ; litt. « presser/toucher artère ») est l'ensemble des techniques de pression et de frappe des « points énergétiques » (au sens de la médecine traditionnelle chinoise), dans les arts martiaux chinois traditionnels.
Par exemple, on peut citer les styles de la mante religieuse (frappe avec l'index), du coq (frappe avec tous les doigts) ou de l'accu punch (frappe avec l'articulation entre la première et la deuxième phalange de l'index).
Dans l'histoire des arts martiaux, le dim mak apparaît comme des techniques secrètes et légendaires, parfois dénommées « toucher de la mort », prétendues permettre des dégâts importants ou une blessure mortelle (immédiate ou retardée), par un contact physique d'apparence non létal (effleurement, pression brève d'un doigt...). Cette technique est régulièrement mise en scène dans les romans wuxia et les films de kung-fu. Il n'existe pas de preuves scientifiques ou historiques pour attester de la réalité de ces techniques légendaires, toutefois des études ont été menées lors de la Seconde Guerre mondiale par le gouvernement du Japon. Celui-ci a réuni les archives dites "secrètes" d'un grand nombre de dojos et d'écoles d'arts martiaux et a identifié les points vitaux réellement effectifs au combat dans un but militaire.[réf. nécessaire]

## Dans la culture populaire
On retrouve des allusions à cette technique martiale dans de nombreuses œuvres de fiction :

### Littérature
- Dans le roman Inferno de Dan Brown.
- Dans le roman Vineland de Thomas Pynchon.

### Cinéma
- Dans les films Bloodsport, Tigre et Dragon, Le Baiser mortel du dragon, Kill Bill, Les Chèvres du Pentagone et The Suicide Squad.

### Télévision
- Dans la série télévisée Avatar, le dernier maître de l'air.

### Manga
- Dans le manga Ken le Survivant (Hokuto no Ken).
- Dans le manga Gunmm.
- Dans le manga Baki.

### Jeux vidéo
- Dans le jeu vidéo Sleeping Dogs.
- Dans la saga de jeu vidéo  Street Fighter, un personnage nommé Gen utilise cet art martial.
- Dans le MMORPG Temtem, certains temtems peuvent utiliser l'attaque "Dim Mak"[2].